# Football Club de Chambly Oise
Vous lisez un « bon article » labellisé en 2014.
Maillots
Actualités
Dernière mise à jour : 25 octobre 2024.
Le Football Club de Chambly Oise, abrégé en FC Chambly, est un club de football français fondé en 1989 et situé à Chambly dans l'Oise.
Le club est connu pour être à l'origine un club familial, fondé par Walter Luzi avec ses deux fils Fulvio et Bruno Luzi, passé en seulement 30 ans de la dernière division départementale au professionnalisme avec une accession en Ligue 2, connaissant douze promotions en trois décennies, fait unique dans l'histoire du football français.
L'équipe première à évolué de 1989 à 2023 au Stade des Marais de Chambly. Elle évolue désormais au Stade Walter Luzi de Chambly depuis le 25 mars 2023.
L'histoire du club est une succession de promotions qui permet à l'équipe fanion de s'extirper des championnats de district 2002, année où elle obtient sa promotion en Interdistricts de la Ligue de Picardie. Le club évolue trois saisons en Promotion d'Honneur avant d'obtenir sa promotion en Division d'Honneur. Champion de Picardie en 2010, le club accède au niveau national en étant promu en  CFA 2.
Le FC Chambly dispute en janvier 2012 un trente-deuxième de finale de la coupe de France contre l'AJ Auxerre. À l'issue de la saison, l'équipe finit première de son groupe de CFA 2, et monte ainsi en championnat de France amateur (CFA). Deux ans plus tard, en 2014, l'équipe accède au National (troisième division). En 2018, le club atteint pour la première fois de son histoire les demi-finales de la Coupe de France, où il est battu par Les Herbiers, un autre club de National. En 2019, le club est promu en Ligue 2, il finit alors 10e lors de sa première saison dans l'antichambre du football français. Il est, la saison suivante, relégué en National 1 puis en National 2.

## Histoire

### Genèse du club (1989-2001)

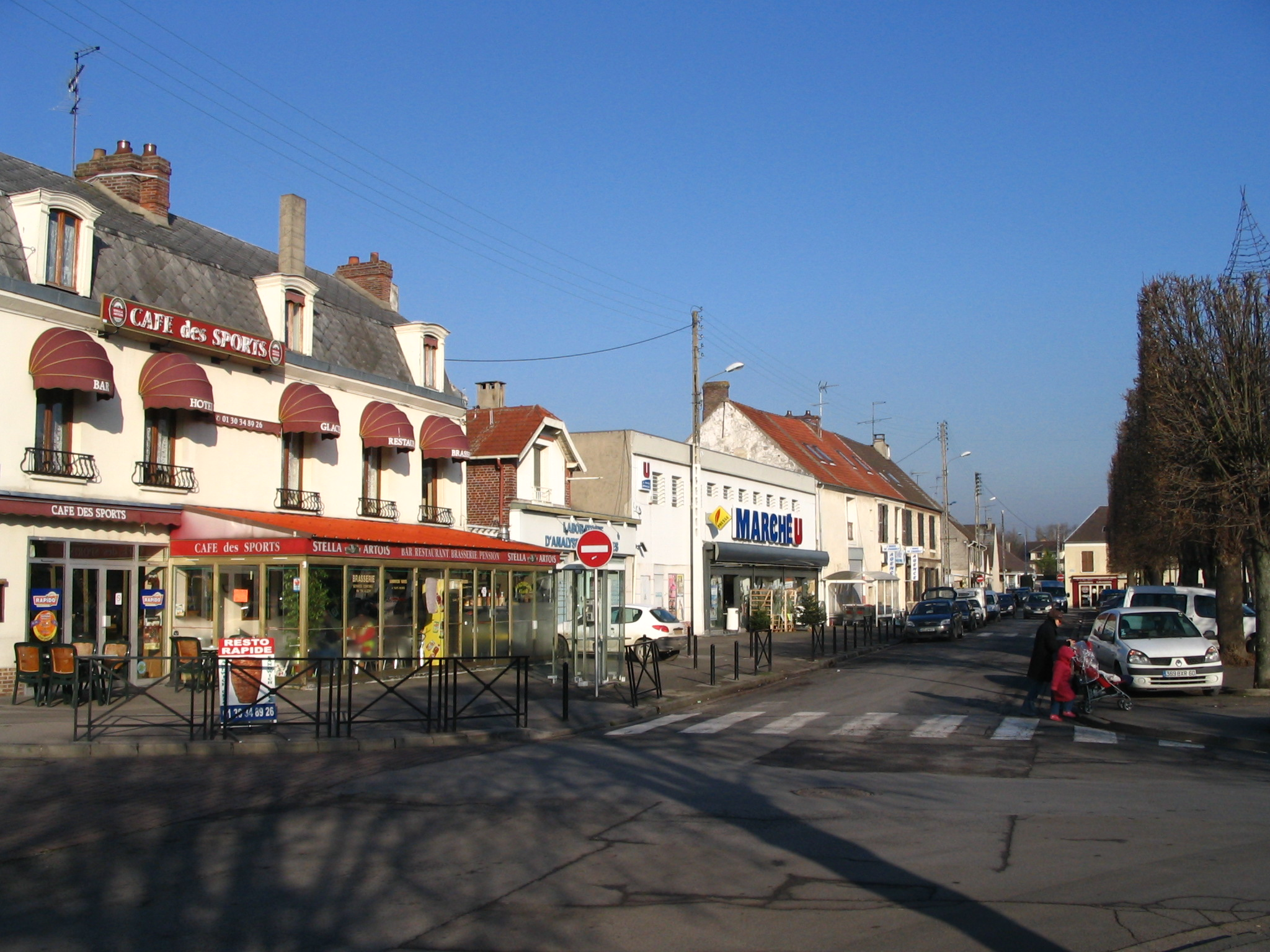
La place Charles-de-Gaulle, au cœur de Chambly.

Le Football Club de Chambly est fondé en juin 1989 par Fulvio et Bruno Luzi, ainsi que quelques-uns de leurs amis. Les deux frères Luzi étaient footballeurs à l'US Chantilly. Quand Fulvio Luzi émet le souhait de fonder un club de football, il contacte, avec son père Walter Luzi, plusieurs mairies, et celle de Chambly leur propose un terrain. Il y avait déjà à Chambly un club de football, le Club olympique de Chambly, fondé en 1909.
Pour sa première saison, l'équipe fanion évolue en Division 5 du district de l'Oise, dernier niveau de ce département. Dès la saison 1990-1991, l'équipe évolue en Division 4, puis, dès 1991-1992, en Division 3.
En 1992 et 1993, le club finit troisième de Division 3. Il est par deux fois finaliste de la Coupe Chivot, une compétition locale. En 1994, champion de Division 3, le club monte en Division 2. La même année, le FC Chambly remporte le Tournoi Rome Alatri, une autre compétition locale.
Comme pour la Division 5 et la Division 4, le FC Chambly est champion de sa poule de Division 2 dès sa première saison passée à ce niveau, et accède ainsi à la Promotion de Première Division. La saison 1994-1995 est également la première où le club lance une équipe de jeunes. Il reste trois saisons en Promotion de Première Division, améliorant à chaque fois ses performances : en 1995-1996, l'équipe termine quatrième, en 1996-1997 deuxième et enfin, en 1997-1998, le FCC remporte sa poule et accède à la Division 1 du district de l'Oise, niveau auquel il reste durant quatre ans.

### De la nomination de Bruno Luzi à la montée en DH (2001-2008)
En 2001, le FC Chambly est affecté au groupe A de première division. Cette même année, Bruno Luzi remplace son frère Fulvio comme entraîneur de l'équipe première. À l'issue de la saison 2001-2002, le FCCT monte en Promotion Interdistrict, le troisième niveau de la Ligue de Picardie de football.
En 2004-2005, Chambly joue dans le groupe A de Promotion Interdistricts, où seuls les clubs d'Harondel, d'Itancourt et de Prémontré ont déjà évolué au niveau supérieur, la Promotion d'Honneur. Le président du club, Fulvio Luzi, déclare alors : « à mon avis, il y a deux équipes un peu au-dessus du lot, la réserve de Chauny et Prémontré. Après, cela me semble très ouvert, mais pour nous, je pense qu'il s'agira d'une saison de transition ». Toutefois, à l'issue de cette saison, après une disqualification des Portugais de Beauvais dans le groupe A de Promotion Interdistricts, le FCCT est assuré de monter en Promotion d'Honneur avant même de jouer ses deux derniers matchs de championnat.
En 2006, au moment d'engager sa seconde saison en Promotion d'Honneur, le FC Chambly fusionne avec quelques clubs du pays de Thelle et devient le FC Chambly Thelle. Cette fusion crée un club plus ambitieux, qui envisage alors de monter rapidement en Division d'Honneur. C'est chose faite dès 2008.

### Une ascension progressive (2008-2019)
Dès 2008, le FCCT annonce qu'il ne souhaite pas « rester trop longtemps en Division d'Honneur ». En 2008-2009, après avoir obtenu des résultats étonnamment bons dans une poule où évoluaient pourtant quatre formations reléguées de CFA 2, et notamment occupé la tête de ce championnat de Division d'Honneur à quelques reprises, il finit à la sixième place ; et dès 2009-2010, le club obtient le titre et monte en CFA 2 (5e division).
Pour sa première saison à ce niveau, les Picards se maintiennent et terminent à la 9e place du groupe B. Le club se fait remarquer lors de sa deuxième saison au cinquième échelon footballistique français en battant le Calais RUFC par trois buts à un et en prenant sa place de leader. Il occupe cette place durant vingt-cinq journées sur trente et termine finalement champion du groupe A de CFA 2, gagnant sa place en championnat de France amateur. Lors de la saison 2011-2012, le club parvient à se qualifier pour les trente-deuxièmes de finale de la coupe de France, où il est éliminé par l'AJ Auxerre après prolongation.
À l'aube de cette première saison au quatrième échelon du football français, le FCCT se fixe comme objectif de « gagner », comme son président l'affirme au Courrier picard : « L'objectif est de monter le plus haut possible. Alors l'an prochain, moi je joue la montée ! ». En novembre 2012, Fulvio Luzi déclare, alors que son club est en tête de son groupe de CFA : « Je sais que tôt ou tard on sera en National et que bientôt on sera le meilleur club de l'Oise ». L'équipe première conserve son invincibilité pendant les treize premières journées. Pour sa première saison en CFA, affecté au groupe A, le club termine deuxième, à quatre points de l'USL Dunkerque.
Dans la logique des saisons précédentes, le FC Chambly est promu en National à l'issue de la saison 2013-2014. Cette nouvelle promotion n'entame en rien l'ambition du président Fulvio Luzi, qui déclare le soir de l'accession : « Notre mission ne sera terminée lorsque l’on sera tout en haut, en L1 ». Plus réalistement, le FCCT vise d'abord la Ligue 2 à court terme. Le club conclut sa première saison au troisième échelon national à la quatorzième place. En 2015-2016, le club atteint les seizièmes de finale de la coupe de France après avoir battu le Stade de Reims, équipe de Ligue 1, par quatre buts à un et termine à la neuvième place de National.
En 2016-2017, le club termine cinquième, à égalité de points avec le Paris FC, barragiste. La saison suivante, Chambly se distingue en atteignant les demi-finales de la Coupe de France pour la première fois de son histoire.

### Entrée dans le monde professionnel (2019-2022)
Le club entraîné par Bruno Luzi est promu en Ligue 2 pour la première fois de son histoire à l'issue de la saison 2018-2019. Il joue alors ses matchs au Stade Pierre-Brisson à Beauvais. Pour sa première saison, arrêtée après vingt-huit journées en raison de la pandémie de Covid-19, les Camblysiens terminent à la dixième place du classement.
Pour sa deuxième saison professionnelle, le club termine dix-neuvième de Ligue 2 à trois points du barragiste et est relégué en National.
La troisième saison du club avec le statut professionnel ne sera pas non plus de tout repos, le club enchaîne les performances décevantes et Le 2 avril 2022, le club décide de se séparer de son entraîneur Bruno Luzi, qui était en poste depuis juillet 2001, un record de longévité historique en France. Il est remplacé par Gaharo Doucouré, qui a pour mission d'obtenir le maintien du club en National alors que Chambly compte cinq points de moins que le premier non relégable à six journées de la fin.
Cette saison-là, le FC Chambly n'aura pas réussi à se maintenir en National et ce malgré le remplacement de Bruno Luzi par Gaharo Doucouré. Le club subit donc une deuxième descente consécutive cette fois en National 2, une première dans l'histoire du club qui en parallèle aura obtenu l'autorisation de la finalisation de leur nouveau stade : le Stade Walter-Luzi (qui porte le nom du fondateur du club décédé en 2018) après trois ans de travaux et d'interruptions liées à une forte bataille juridique. L'année 2022 marque donc un tournant dans l'histoire du FC Chambly qui va désormais évoluer dans des infrastructures aux normes de la Ligue 2 mais avec néanmoins la perte du statut professionnel.

### Nouveau stade, nouvelles ambitions (depuis 2022)
Le club doit donc se reconstruire et décide de faire confiance à son nouvel entraîneur Fabien Valéri qui a quitté ses fonctions du Paris 13 Atletico pour remplacer l'intérim de Gaharo Doucouré. Le nouveau Stade Walter-Luzi livré en mars 2023 permettra au FC Chambly d'occuper son enceinte de 4 550 places pour la fin de la saison 2022-2023 de National 2. Le club évolue cette saison dans un groupe A difficile composé de nombreux clubs historiques dont le FC Rouen, Vannes Olympique Club, le Racing Club de France ainsi que l'AS Beauvais Oise qui accueillera le FC Chambly dans le Stade Pierre-Brisson précédemment occupé par ceux-ci pendant deux années.

## Identité

### Logos
La famille Luzi, fondatrice du club, étant d'origine italienne, et Fulvio et Walter Luzi étant supporteurs du FC Internazionale Milano, le logo du club est fortement inspiré de l'écusson de l'Inter, en particulier dans sa version utilisée par le club italien entre 1998 et 2007. Les couleurs, et les rayures verticales du maillot, ont également été choisies en référence à l'Inter Milan, mais aussi car le seul club isarien à utiliser les mêmes couleurs en 1989 était Breteuil, que le FC Chambly n'avait alors presque aucune chance de rencontrer un jour : cela lui évitait donc d'avoir à investir dans un deuxième jeu de maillots.
En juin 2016, le club change de logotype en affirmant sa volonté de « s'éloigner de l'Inter Milan » pour « se forger une identité propre ». Le nouveau logo reprend les rayures noires et bleues des maillots, sur lesquelles est inscrite en lettres d'or l'année de fondation du club, 1989. Le nom « Oise », d'après le département du club, figure en bas du cercle du logo, répondant au « FC Chambly » figurant en haut du cercle. Le changement de logotype fait également suite à une prise de contact du club avec le FC Internazionale qui a indiqué « préférer » que le FC Chambly choisisse un nouveau logo.

Logo de 1989 à 2016.
Logo depuis juin 2016.

### Couleurs

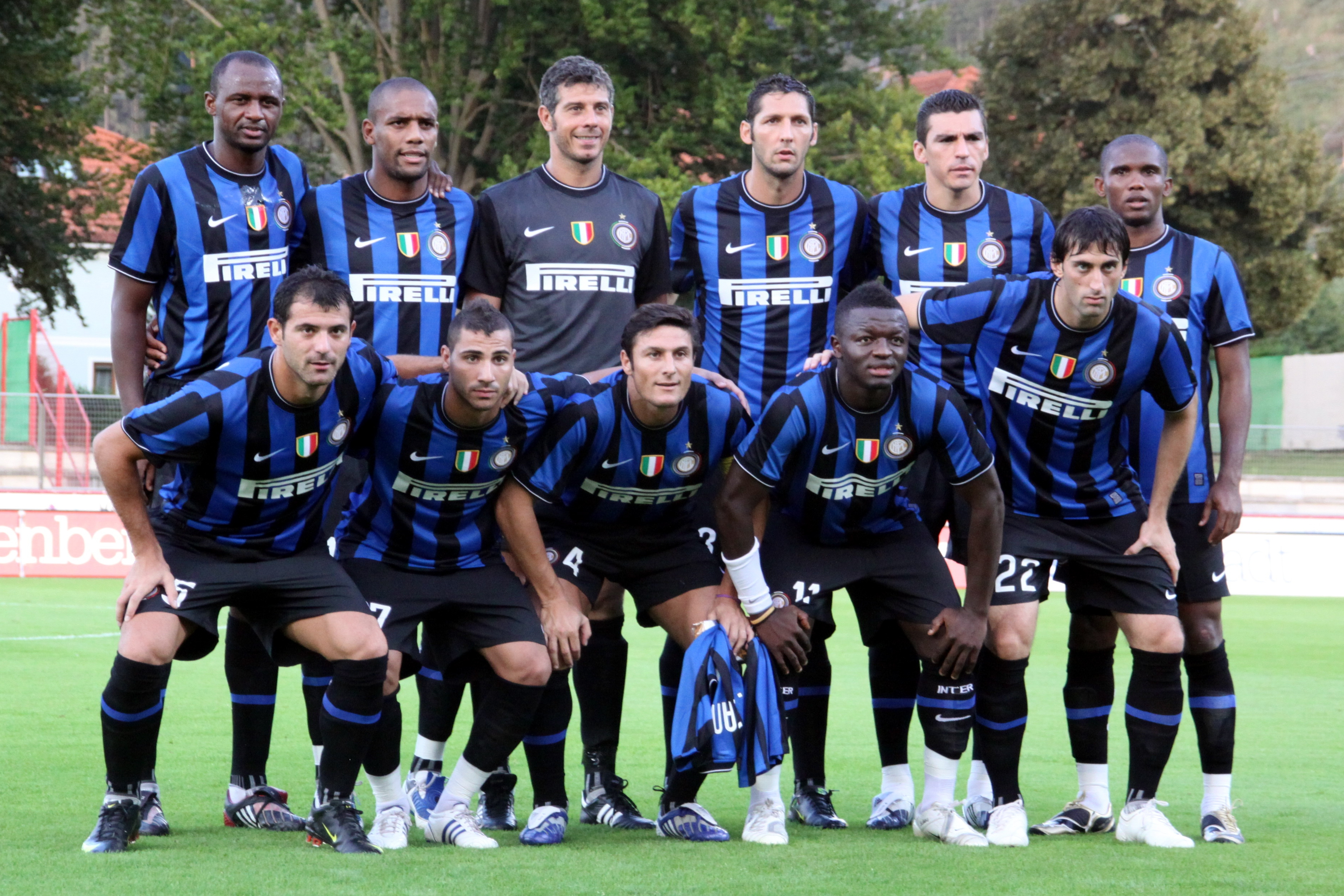
Joueurs de l'Inter Milan en 2008, dans un maillot proche de celui de Chambly.

Les couleurs du club sont le noir et le bleu.

## Palmarès et records

### Palmarès
Le club remporte la Coupe de l'Oise pour la première fois en 2008. Le FC Chambly récidive ensuite en 2009 et 2011. En 2013, la finale oppose les deux meilleurs clubs de l'Oise, soit le FCCT et l'Association sportive Beauvais Oise : le championnat étant terminé depuis plusieurs semaines, ce sont quasiment les équipes réserves des deux clubs qui disputent la finale, remportée par Chambly aux tirs au but,.
Le tableau suivant liste le palmarès du FC Chambly dans les principales compétitions officielles.
| Compétitions nationales | Compétitions de ligue régionale                                        | Compétitions de district départemental                                                                             |
| --- | ---------------------------------------------------------------------- | --- |
| - Championnat de France D2 - Meilleur performance : 10e en 2020 - Championnat de France D4 (CFA) - Vainqueur de groupe en 2014 - Championnat de France D5 (CFA 2) - Vainqueur de groupe en 2012 - Coupe de France : - meilleure performance : demi-finaliste en 2018 | - Division d'Honneur Picardie (1er niveau régional) - Champion en 2010 | - Coupe de l'Oise - Vainqueur en 2008, 2009, 2011 et 2013 - Division 1 (1er niveau de district) - Champion en 2002 |

### Une progression rapide en championnat
Le FC Chambly est un club passé en quelques années des divisions de district aux divisions nationales amateur les plus élevées. Son cas n'est pas isolé : l'AS Belfort-Sud est passée en dix ans du plus bas échelon de district au CFA 2 ; la JA Drancy est quant à elle passée rapidement de la Division d'Excellence de la Ligue de Paris au championnat de France amateur. L'US Sarre-Union est passée en quelques années des divisions de district alsaciennes à la Division d'Honneur, avant d'atteindre le CFA en 2011.
La progression rapide du club s'explique, selon Walter Luzi, le père de Fulvio et Bruno Luzi, par le fait que, dès ses débuts, l'équipe-fanion compte près de six joueurs de « niveau Division d'Honneur ». Selon Michel Françaix, député-maire de Chambly, cette progression est liée à « la qualité d’un club familial avec des valeurs saines ». Dès l'origine, le club se base ainsi sur des « valeurs d'abnégation, de discipline, de rigueur et de travail », le président Fulvio Luzi précisant : « On n'est pas là pour plaire, on est là pour gagner ». L'aspect familial du club est renforcé par la participation active d'autres membres de la famille Luzi, notamment épouse et enfants. Une autre clé du succès du FCCT est le mode de fonctionnement « particulier » des deux frères Fulvio et Bruno Luzi, respectivement président et entraîneur, qui n'hésitent pas à se dire crûment ce qui pose un problème dans la gestion du club.
Le tableau suivant indique le championnat disputé par le club au cours des saisons depuis 1989.
|           | Rang I | Rang II | Rang III | Rang IV    | Rang V | Rang VI     | Rang VII   | Rang VIII      | Rang IX    | Rang X          | Rang XI    | Rang XII   | Rang XIII  |
| 1989-1990 |        |         |          |            |        |             |            |                |            |                 |            |            | Division 5 |
| 1990-1991 |        |         |          |            |        |             |            |                |            |                 |            | Division 4 |            |
| 1991-1993 |        |         |          |            |        |             |            |                |            |                 | Division 3 |            |            |
| 1993-1994 |        |         |          |            |        |             |            |                |            |                 |            | Division 3 |            |
| 1994-1995 |        |         |          |            |        |             |            |                |            |                 | Division 2 |            |            |
| 1995-1998 |        |         |          |            |        |             |            |                |            | Promotion de D1 |            |            |            |
| 1998-2002 |        |         |          |            |        |             |            |                | Division 1 |                 |            |            |            |
| 2002-2005 |        |         |          |            |        |             |            | Interdistricts |            |                 |            |            |            |
| 2005-2008 |        |         |          |            |        |             | P. Honneur |                |            |                 |            |            |            |
| 2008-2010 |        |         |          |            |        | DH Picardie |            |                |            |                 |            |            |            |
| 2010-2012 |        |         |          |            | CFA 2  |             |            |                |            |                 |            |            |            |
| 2012-2014 |        |         |          | CFA        |        |             |            |                |            |                 |            |            |            |
| 2014-2019 |        |         | National |            |        |             |            |                |            |                 |            |            |            |
| 2019-2021 |        | Ligue 2 |          |            |        |             |            |                |            |                 |            |            |            |
| 2021-2022 |        |         | National |            |        |             |            |                |            |                 |            |            |            |
| 2022-2024 |        |         |          | National 2 |        |             |            |                |            |                 |            |            |            |

- Championnat national professionnel
- Championnat national professionnel et amateur
- Championnat national amateur
- Championnat régional amateur
- Championnat de district amateur

Jusqu'en 2008, l'équipe-fanion évolue dans les divisions de la Ligue de Picardie de football. De 2008 à 2010, le club camblysien évolue en Division d'Honneur, dont il remporte le titre cette dernière année. Le FC Chambly dispute deux saisons en CFA 2 entre 2010 et 2012. Entre 2012, où l'équipe première remporte sa poule de cinquième division, et 2014, cette dernière évolue en CFA. Elle évolue depuis en National.
| Championnat                    | Saisons | Titres | J   | G  | N  | P  | Bp  | Bc  | Diff |
| ------------------------------ | ------- | ------ | --- | -- | -- | -- | --- | --- | ---- |
| Ligue 2 (2019-2021)            | 2       | 0      | 66  | 18 | 19 | 29 | 67  | 96  | -29  |
| National (depuis 2014)         | 5       | 0      | 168 | 62 | 51 | 55 | 214 | 191 | +23  |
| CFA (2012-2014)                | 2       | 1      | 62  | 31 | 23 | 8  | 77  | 33  | +44  |
| CFA 2 (2010-2012)              | 2       | 1      | 60  | 28 | 16 | 16 | 74  | 62  | +12  |
| Division d'Honneur (2008-2010) | 2       | 1      | 52  | 29 | 14 | 9  | 84  | 37  | +47  |

Mise à jour : 15 mai 2021 (après la 38e journée de Ligue 2 saison 2020/2021)

### Parcours en Coupe de France

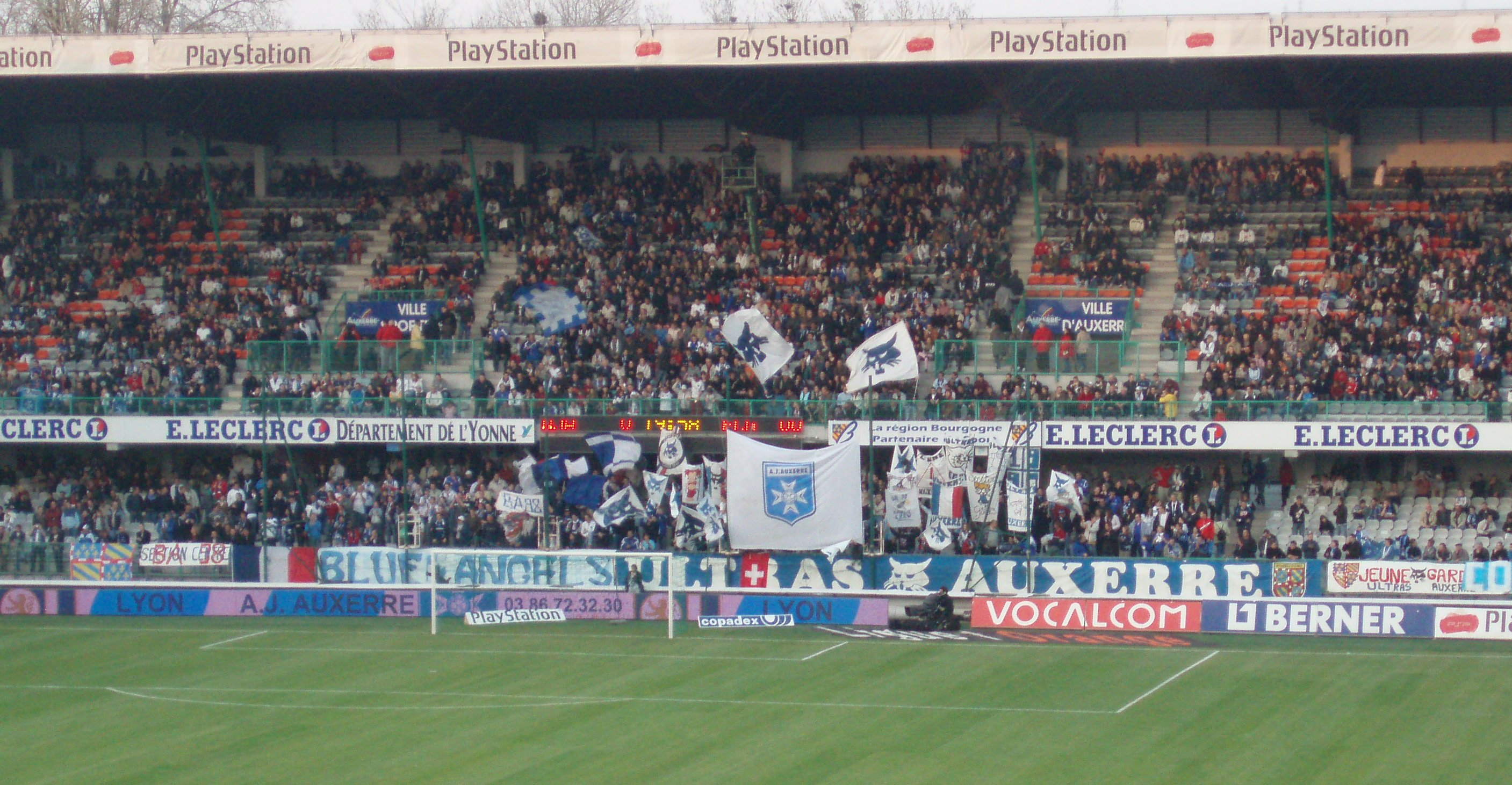
Supporteurs de l'AJ Auxerre, que Chambly rencontre en 32e de finale en 2012.

Le FC Chambly Thelle atteint pour la première fois le septième tour de la coupe de France en 2009. Le FCCT, alors en Division d'Honneur, affronte l'Union sportive royenne, un club de CFA 2. Chambly marque en premier, à la 78e minute, mais Roye égalise dans le temps additionnel. La prolongation, marquée par de nombreuses erreurs d'arbitrages présumées, se clos sur une séance de tirs au but favorable au club de la Somme, l'US Roye.
Le club de Chambly atteint les trente-deuxièmes de finale de la compétition pour la première fois lors de la saison 2011-2012. L'équipe, alors en CFA 2, entre en lice au stade du troisième tour. Au cinquième tour, le FCCT affronte un club de Promotion d'Honneur qu'il avait déjà rencontré quelques années plus tôt en championnat : les Portugais de Beauvais. Le club du pays de Thelle s'impose deux buts à un, à l'issue d'un match relativement équilibré et difficile. Au sixième tour, le club affronte l'Union sportive royenne, également en championnat de France amateur 2 de football, mais dans le groupe B. Dans un contexte difficile lié à un problème de licences, le club camblysien encaisse un but dès la cinquième minute. Les joueurs parviennent toutefois à renverser la tendance du match, qu'ils gagnent trois buts à un. Au septième tour, le club se qualifie difficilement contre l'équipe d'Aulnoye, alors en Division d'Honneur. Au terme d'un match nul (1-1), le FCCT s'impose aux tirs au but à l'issue de la prolongation. Au huitième tour, Chambly affronte l'Arras Football Association. Après avoir ouvert le score à la 19e minute puis doublé son avantage à la 78e minute, Chambly se qualifie, malgré une rencontre partiellement dominée par les Artésiens. En 32e, Chambly perd à l'issue de la prolongation contre l'AJ Auxerre (Ligue 1). Ce match, joué au stade de la Licorne d'Amiens, attire près de 3 150 spectateurs. Le match ne se débloque à trois minutes de la fin, quand Dariusz Dudka marque sur pénalty pour l'AJA. Le président Luzi, satisfait d'avoir joué contre une équipe de Ligue 1, estimait avoir 5 % de chance de l'emporter.
En 2013-2014, après avoir battu Choisy-au-Bac au 4e tour, Chevrières (PH) au 5e tour, Saint-Just-en-Chaussée (PID) au 6e tour, Le Moule (DH Guadeloupe) au 7e tour, et Chantilly (DH Picardie) au 8e tour, le FCCT atteint les 32e de finale pour la seconde fois de son histoire, et affronte le SCO Angers (Ligue 2). Parvenant à mettre les Angevins en difficulté, le FC Chambly s'incline toutefois aux tirs au but, à l'issue de la prolongation (1-1, tab 6-5). En 2015-2016, le club atteint les seizièmes de finale après avoir battu le Stade de Reims, équipe de Ligue 1, par quatre buts à un, réalisant ainsi la meilleure performance de son histoire dans cette compétition. Le FC Chambly est alors éliminé par l'Olympique lyonnais, vainqueur 2-0 d'une rencontre pourtant à l'avantage des camblysiens en seconde période. En 2016-2017, le club atteint les seizièmes de finale, après avoir notamment battu l'Amiens SC (Ligue 2), avant d'être éliminé par l'AS Monaco après prolongation sur le score de cinq buts à 4, alors que les Camblysiens ont remonté un retard de trois buts en deuxième mi-temps.
En 2017-2018, après avoir battu la Berrichonne de Chateauroux (Ligue 2) aux tirs au but en 16e de finale puis l'US Granville (N2) 1-0 en 8e de finale, le club du pays de Thelle reçoit le RC Strasbourg (Ligue 1) en quart de finale. Malgré une domination alsacienne, Lassana Doucouré délivre les siens à la 84e minute pour donner la victoire. Cette qualification est malheureusement assombrie par le décès pendant le match du fondateur du club Walter Luzi, père du président et de l'entraîneur.

### Bilan par saison
Championnats disputés
La frise suivante montre l'évolution des championnats de la Fédération française de football auxquels le FC Chambly a participé depuis sa création en 1989,.
Le tableau suivant récapitule le bilan par saison du club depuis son accession en championnat national en 2010.
| Saison    | Championnats nationaux | Championnats nationaux | Championnats nationaux | Championnats nationaux                                    | Championnats nationaux | Pts | J  | G  | N  | P  | Bp | Bc | Diff | Coupe de France | Coupe de la Ligue |
|           | L1                     | L2                     | Nat.                   | Nat. 2                                                    | Nat. 3                 | Pts | J  | G  | N  | P  | Bp | Bc | Diff | Coupe de France | Coupe de la Ligue |
| --------- | ---------------------- | ---------------------- | ---------------------- | --------------------------------------------------------- | ---------------------- | --- | -- | -- | -- | -- | -- | -- | ---- | --------------- | ----------------- |
| 2010-2011 |                        |                        |                        |                                                           | 9/16 gr. B             | 74  | 30 | 13 | 5  | 12 | 32 | 35 | -3   | 4e tour         | Ne participe pas  |
| 2011-2012 |                        |                        |                        |                                                           | 1/16 gr. A             | 86  | 30 | 15 | 11 | 4  | 42 | 27 | +15  | 32e de finale   | Ne participe pas  |
| 2012-2013 |                        |                        |                        | 2/18 gr. A                                                |                        | 99  | 34 | 18 | 11 | 5  | 39 | 14 | +25  | 8e tour         | Ne participe pas  |
| 2013-2014 |                        |                        |                        | 1/15 gr. A                                                |                        | 79  | 28 | 13 | 12 | 3  | 38 | 19 | +19  | 32e de finale   | Ne participe pas  |
| 2014-2015 |                        |                        | 14/18                  |                                                           |                        | 37  | 34 | 9  | 10 | 15 | 42 | 54 | -12  | 7e tour         | Ne participe pas  |
| 2015-2016 |                        |                        | 9/18                   |                                                           |                        | 44  | 34 | 11 | 11 | 12 | 46 | 40 | +6   | 16e de finale   | Ne participe pas  |
| 2016-2017 |                        |                        | 5/18                   |                                                           |                        | 54  | 34 | 14 | 12 | 8  | 42 | 34 | +8   | 16e de finale   | Ne participe pas  |
| 2017-2018 |                        |                        | 12/18                  |                                                           |                        | 40  | 32 | 10 | 10 | 12 | 36 | 32 | +4   | Demi-finale     | Ne participe pas  |
| 2018-2019 |                        |                        | 2/18                   |                                                           |                        | 62  | 31 | 18 | 8  | 5  | 46 | 25 | +21  | 7e tour         | Ne participe pas  |
| 2019-2020 |                        | 10/20                  |                        |                                                           |                        | 35  | 28 | 9  | 8  | 11 | 26 | 32 | -6   | 32e de finale   | 1er tour          |
| 2020-2021 |                        | 19/20                  |                        |                                                           |                        | 38  | 38 | 9  | 11 | 18 | 41 | 64 | -23  | 8e tour         |                   |
| 2021-2022 |                        |                        | 16/18                  |                                                           |                        | 29  | 34 | 7  | 8  | 19 | 35 | 62 | -27  | 8e tour         |                   |
| 2022-2023 |                        |                        |                        | Championnat de France de football de National 2 2022-2023 |                        |     |    |    |    |    |    |    |      | 7e tour         |                   |

*au 15 mai 2021 (après la 38e journée de Ligue 2 saison 2020/2021)
Légende :
- Pts = Points ; J = Joués ; G = Gagnés ; N = Nuls ; P = Perdus ; Bp = Buts pour ; Bc = Buts contre ; Diff = Différence de buts
- PromuRelégué

## Personnalités

### Présidents
| Rang | Nom         | Période     |
| ---- | ----------- | ----------- |
| 1    | Walter Luzi | 1989-2001   |
| 2    | Fulvio Luzi | depuis 2001 |

Le premier président du club est le père de Fulvio et Bruno Luzi : Walter Luzi. En plus des rôles administratifs habituels d'un président, Walter Luzi joue également en équipe première. Ainsi, il marque son dernier but à 53 ans, en Division 3. En 2001, Walter Luzi laisse sa place de président à Fulvio Luzi, alors entraîneur de l'équipe fanion, qui est remplacé à ce poste par son frère Bruno Luzi.

### Entraîneurs
| Rang    | Nom             | Période   |
| ------- | --------------- | --------- |
| 1       | Fulvio Luzi     | 1989-2001 |
| 2       | Bruno Luzi      | 2001-2022 |
| Intérim | Gaharo Doucouré | 2022      |
| 3       | Fabien Valéri   | 2022-2023 |
| 4       | Stéphane Masala | 2023-     |

Les frères Luzi, à l'origine de la fondation du club, occupent successivement le poste d'entraîneur de l'équipe première. L'aîné, Fulvio Luzi, occupe le poste à la création du club en 1989 avant de le laisser à son petit-frère, Bruno Luzi.
Fulvio Luzi entraîne l'équipe première de 1989 à 2001. Selon lui, il avait un style de « meneur d'hommes » et entraînait « à l'ancienne ». Il était, selon ses propres dires, moins bon entraîneur que son frère Bruno. Bruno Luzi occupe le poste d'entraîneur à partir de 2001 après une carrière de joueur à l'Association des football clubs Creil, l'Union sportive de Chantilly et l'Union sportive du littoral de Dunkerque, où il est stagiaire professionnel en Division 2. Avant d'entraîner l'équipe première, Bruno s'occupe des équipes de jeunes et de la réserve. Bruno Luzi reprend l'équipe en Excellence de la Ligue de Picardie de football et la mène jusqu'en CFA 2 en 2010, puis en CFA en 2012.

## Stades
L'équipe première évolue depuis le 25 mars 2023 au stade Walter Luzi. Avant cette date, elle évoluait sur le terrain d'honneur du Stade des Marais de Chambly depuis sa création. Ces derniers sont situés dans le quartier du Mesnil. Le stade des Marais a une capacité d'environ mille places, le stade Walter Luzi a quant a lui une capacité de 4 550 places. En 2011, le FC Chambly est le seul club de l'ensemble des groupes de CFA 2 à ne pas posséder de tribune. En février 2012, en accord avec le député-maire de la ville Michel Françaix et avec le président de la Société d'aménagement de l'Oise, Jean-Louis Vandeburie, Fulvio Luzi décide d'accélérer l'aménagement du stade : outre la création de nouveaux vestiaires et d'un terrain annexe synthétique, le stade est doté d'une tribune démontable de 470 places et d'un parking de soixante-douze places. La tribune est inaugurée le 11 octobre 2012.
Lors de la saison 2013-2014 en CFA, la capacité du stade est de 1 500 personnes. En janvier 2014, la mairie de Chambly et le FCCT annoncent un projet de stade qui puisse être homologué en cas de montée en National et qui soit aussi aux normes de la Ligue 2 ou de la Coupe de France. Ce projet, prévu en plusieurs étapes pour un investissement total de 10 à 15 millions d'euros, consisterait à améliorer les infrastructures du stade des Marais ou à construire un nouveau stade sur un autre site. La montée en National à l'issue de la saison 2013-2014 rend nécessaire l'amélioration du stade des Marais dès l'été 2014, notamment la pelouse et l'éclairage. La capacité du parking est également étendue à 200 places, alors que pour augmenter la capacité du stade à 2 500 personnes, la municipalité décide d'ouvrir un troisième côté du stade au public et d'installer une deuxième tribune, démontable, de 512 places derrière un but, portant la capacité à 3 012 personnes. En 2019, le club déménage à Beauvais au stade Pierre-Brisson, afin d'évoluer dans un stade aux normes de la Ligue 2. En parallèle, le club lance la construction du Stade Walter Luzi, qui comptera trois tribunes pour une capacité de 4 500 places, homologué Ligue 2. Cela fait suite à l'aménagement d'un nouveau parking, la construction de nouveaux vestiaires pour le terrain synthétique, ainsi qu'un nouveau terrain.

## Aspects juridiques et économiques

### Statut juridique et dénomination du club
Le club est une association loi de 1901 fondée en juin 1989. Elle a son siège au stade des Marais, dans le quartier du Mesnil-Saint-Martin, à Chambly. Son président est Fulvio Luzi. En 2014, le secrétaire général est Christophe Pruvost et le trésorier est Thierry Bertrand. Le club est affilié sous le numéro 536772 à la Ligue de Picardie de football et au district de l'Oise, qui correspond au département de l'Oise.
Le club est fondé sous le nom de Football Club de Chambly, en 1989. En 2006, à la suite d'une association avec les clubs de Neuilly-en-Thelle, d'Ercuis, de Crouy-en-Thelle et de Fresnoy-en-Thelle, le club change de nom et devient Football Club de Chambly Thelle, dans la mesure où toutes ces différentes villes sont situées dans le Pays de Thelle, dans l'Oise. Cette fusion crée un club ambitieux, qui envisage alors sérieusement la montée en Division d'Honneur de la Ligue de Picardie de football.
En juin 2016, le FC Chambly Thelle change de dénomination au profit du nom Football Club Chambly (Oise). Ce changement s'inscrit dans une mue identitaire du club, qui se professionnalise doucement.

### Éléments comptables
Lors de la saison où Chambly termine champion de Division d'Honneur, le budget du club est de 167 000 €. En 2010-2011, pour la première saison au cinquième échelon national, son budget est de 250 000 €. Pour la saison 2011-2012, la deuxième disputée en CFA 2, le budget est de 300 000 €. En 2012-2013, avec environ 500 000 €, le FC Chambly a le plus petit budget de sa poule.
En 2013, le budget augmente modestement, le club conservant sa place en CFA. Avec la montée en National, le budget est quasiment doublé, et passe pour la première fois la barre du million d'euros. Le budget augmente la saison suivante, grâce au maintien du club dans cette division, avec un budget de 1,5 million d'euros.
Une grande part du budget du FCCT est assurée par les subventions du Conseil général de l'Oise. En 2011, celles-ci s'élevaient à hauteur de 65 000 €. En 2012, elles sont augmentées à hauteur de 170 000 €.
| Saison | 2009-2010 | 2010-2011 | 2011-2012 | 2012-2013 | 2013-2014 | 2014-2015 | 2015-2016 |
| Budget | 167 k€    | 250 k€    | 300 k€    | 500 k€    | 620 k€    | 1,1 M€    | 1,5 M€    |
| Saison | 2016-2017 | 2017-2018 | 2018-2019 | 2019-2020 | 2020-2021 | 2021-2022 |           |
| Budget | 1,6 M€    | 2 M€      | 2,2 M€    | 6,5 M€    | 7,5 M€    | M€        |           |

### Sponsors
En 2010, Fulvio Luzi déclare avoir une trentaine de sponsors, qui aident le club à hauteur de 50 000 €. En 2011, ce montant s'élève à 70 000 €. Sur son site officiel, en 2012, le FCCT indique notamment avoir les concessionnaires locaux d'ADA, de Century 21, de Ford, ainsi que de très nombreux commerçants camblysiens comme sponsors. Le centre E. Leclerc de Chambly est également un sponsor important. Début 2014, il annonce aider le club à hauteur de 50 000 € pour la saison 2014-2015 en National. Parmi les institutions, le Conseil général de l'Oise est un sponsor important du club. Pour sa première saison en Ligue 2, le club de l'Oise peut compter sur le soutien financier d'une dizaine de sponsors : Flint Immobilier, Védiaud, Aximéa, Safe demo, Groupama, Umbro qui est également l'équipementier officiel, ITEC et Morgana.

## Rivalités
La rencontre opposant le FC Chambly Oise (ou sa réserve) à l'AS Beauvais est désignée par la presse comme le « derby de l'Oise », « derby oisien », ou « derby isarien ». Toutefois, le président du club, Fulvio Luzi, affirme qu'il n'y a pas de rivalité entre les deux clubs, allant même jusqu'à ajouter qu'il est tout à fait souhaitable que deux clubs de l'Oise se côtoient à haut-niveau en France. En 2014, la victoire de Chambly contre l'ASBO (1-0) hypothèque fortement les chances de montées du club de Beauvais, au profit du FCCO. Le président Fulvio Luzi dit à l'issue du match « aujourd'hui vous savez qui c'est le patron », tout en rajoutant néanmoins : « Il y a de plus en plus de respect entre les deux clubs, ce match était une fête et on l'a partagée ».
Il y a deux clubs de football à Chambly : le FCCO et le CO Chambly. Ces deux clubs ne se croisent que rarement, dans la mesure où le premier évolue au sein de la Ligue de Picardie de football, et le second au sein de la Ligue de Paris. Aucune animosité n'existe entre les deux clubs, et il n'est pas rare que les joueurs du FCCO s'entraînent sur un des terrains du COC. Les rumeurs concernant une éventuelle fusion des deux entités sont d'ailleurs récurrentes. Alors que Salvador Lopez, entraîneur du COC, avait déclaré que l'idée était « intéressante », Fulvio Luzi répondait « Ce serait génial pour le football, mais surtout pour la ville de Chambly qui disposerait d'un club de près de cinq cents licenciés, ce qui en ferait l'un des plus importants de la région... ».
Le club a entretenu aussi une rivalité avec l'Entente SSG durant le National 2018 et 2019. Les deux clubs sont en réalité très proches au niveau géographique (seulement 30 kilomètres entre Sannois et Chambly). Ce qui fait que le kop Oise répond souvent présent au Stade Michel-Hidalgo .

## Image et soutien

### Supporters et affluences
En 2010-2011, pour sa première saison en CFA 2, l'affluence moyenne du stade des Marais s'élève à 175 personnes par match. La saison suivante, en 2011-2012, l'affluence moyenne monte à 245 spectateurs par match. Pour la saison 2012-2013, en CFA, après quatorze journées, l'affluence moyenne est de 460 spectateurs par match.
En mai 2009, les supporters du club créent l'association loi de 1901 « Supporters du FC Chambly », qui a pour but de soutenir le FCCT dans son développement. En 2010, sur son site officiel, le club publie un communiqué remerciant les supporters, « de plus en plus nombreux ».
En 2012, les joueurs de l'AJ Auxerre applaudissent le kop camblysien à l'issue du trente-deuxième de finale opposant les deux équipes, en raison de leur soutien particulièrement inhabituel pour un club de CFA 2.
En décembre 2012, le FC Chambly Thelle publie un communiqué sur son site officiel en hommage à Michel Bertin, considéré comme « un de nos plus fidèles supporters qui était [sic] grandement apprécié par les joueurs, le staff, les dirigeants et les supporters. »
En juin 2016, après plusieurs semaines de discussion, une association de supporters du FC Chambly Oise voit le jour. En effet, le KOP OISE fut créé par des habitués qui suivent le club depuis des années.